# Максименко, Артём Сергеевич
Артём Сергеевич Максименко (род. 27 мая 1998, Тольятти, Самарская область) — российский футболист, нападающий московской «Родины».

## Карьера
Футболом начал заниматься в восемь лет. Сначала — в Академии футбола имени Юрия Коноплёва, с 2012 года — в Академии московского «Динамо». Перед сезоном 2015/16 перешёл в «Ростов», провёл один матч в молодёжном первенстве — 17 июля 2015 года в домашней игре против «Терека» (1:1) выйдя на 90-й минуте. Сезон 2016/17 провёл в любительской команде открытого чемпионата Крыма «Спартак» Джанкой. Следующие два сезона отыграл за молодёжный состав тульского «Арсенала» — 54 матча, 17 голов.
В конце июня 2019 года перешёл в клуб ФНЛ «Нижний Новгород», подписав двухлетний контракт. Сыграл в июле три матча, выходя на замену в середине второго тайма, и в августе был отдан в аренду в команду 2-й лиги «Зенит-2». Зимой перед командой была снята задача выхода в ФНЛ, и Максименко досрочно вернулся в «Нижний Новгород». Провёл один матч из двух, сыгранных командой (сезон был досрочно закончен из-за пандемии COVID-19) — в игре против «СКА-Хабаровск» (0:2) вышел за пять минут до конца матча.
В июле 2020 года перешёл в команду-дебютант ФНЛ «Велес» Москва, подписав годичный контракт. По итогам первой части сезона стал лучшим бомбардиром команды, забив 9 голов в 25 играх и стал объектом интереса ряда клубов РПЛ. Также дебютировал за «Велес» в Кубке России 21 октября 2020 года, отметившись мячом в ворота «Урала».
15 января 2021 года перешёл в екатеринбургский «Урал». Дебютировал 28 февраля в 20 туре чемпионата, в гостевом матче против «Краснодара» (2:2) выйдя на 83-й минуте.
19 января 2022 года на правах аренды перешёл в «Балтику». Дебютировал 3 марта в матче Кубка России против «Чайки» Песчанокопское (3:0), забил третий гол. В первых двух матчах первенства ФНЛ забил два гола.
2 июня 2022 Артём на правах аренды перешёл в «Ротор». Дебютировал в матче второй лиги в матче против «Форте» (2:0), где забил и отдал голевую передачу. За 29 туров второй лиги забил 12 голов, также в этом сезоне в Кубке России забил 1 гол в двух играх.
18 июля 2023 года в составе «Урарту» дебютировал в квалификационном раунде Лиги чемпионов в матче против боснийского «Зриньски» и отметился забитым мячом. После этого дебютировал в квалификации Лиги конференций, где в гостевом поединке забил румынскому «Фарулу». В чемпионате Армении дебютировал 30 июля 2023 года.